# Pterodunga
Pterodunga is een geslacht van kevers uit de familie bladkevers (Chrysomelidae).
De wetenschappelijke naam van het geslacht werd in 2000 gepubliceerd door Daccordi.

## Soorten
- Pterodunga mirabile Daccordi, 2000